# Rothschildův empírový zámek
Rothschildův empírový zámek je státem chráněná kulturní památka, původně postavená v empírovém slohu, nacházející se při ulici Výstavní v ostravské čtvrti Vítkovice. Tento vítkovický zámeček je nejstarší dochovanou budovou ve Vítkovicích.

## Historie
Zámeček nechal v letech 1847–1848 postavit původem vídeňský bankéř a také někdejší majitel Třineckých železáren Salomon Mayer Rothschild (1774–1855).
Dle redaktorky Nadi Čvančarové sloužil zámeček v minulosti „jako reprezentativní budova správy železáren i jako byt továrníka Rothschilda. V průběhu let pak na zámku působili i další majitelé továrny, jako např. Adolf Sonnenschein nebo Oskar Federer.“.
K roku 2010 byl zámeček součástí majetku strojírenské skupiny Vítkovice Machinery Group.

### Rekonstrukce zámečku (2008–2009)
Dne 1. května roku 2009 byl zámeček po roční odmlce, způsobené nákladnou rekonstrukcí ve výši přesahující 120 miliónů Kč, veřejnosti opětovně zpřístupněn, avšak z původního empírového slohu se mnoho nezachovalo.